# Poranthera triandra
Poranthera triandra là một loài thực vật có hoa trong họ Diệp hạ châu. Loài này được J.M.Black miêu tả khoa học đầu tiên năm 1916.